# Associazione Calcio Femminile Despar Trani 80 1986-1987
Questa voce raccoglie le informazioni riguardanti l'Associazione Calcio Femminile Despar Trani 80 nelle competizioni ufficiali della stagione 1986-1987.

## Stagione
La Despar conferma la sponsorizzazione, ma la Hansen torna in Danimarca per sposarsi con Niels Nielsen, collaboratore di De Marinis con il merito di aver costruito un vivaio giovanile; lascia anche il tecnico innovatore e si ritorna all'antico con Barbato.
Nonostante queste defezioni, la Despar Trani 80 è sempre la squadra da battere, con l'obiettivo di ottenere il record delle vittorie di scudetti; il campionato è un avvicendarsi di capovolgimenti al vertice della classifica tra Trani e Lazio: è quest'ultima, più assetata di vittoria, a spuntarla per un solo punto.

## Rosa
| N. |                      | Ruolo | Calciatrice        |
| -- | -------------------- | ----- | ------------------ |
|    | Italia (bandiera)    | P     | Simona Ceccarelli  |
|    | Italia (bandiera)    | P     | Sandra Zenari      |
|    | Italia (bandiera)    | D     | Paola Bonato       |
|    | Italia (bandiera)    | D     | Angela Coda        |
|    | Italia (bandiera)    | D     | Filomena Festa     |
|    | Italia (bandiera)    | D     | Viola Langella     |
|    | Italia (bandiera)    | D     | Antonella Marrazza |
|    | Italia (bandiera)    | D     | Anna Palma         |
|    | Italia (bandiera)    | D     | Cristina Panzani   |
|    | Danimarca (bandiera) | C     | Ulla Bastrup       |

| N. |                        | Ruolo | Calciatrice         |
| -- | ---------------------- | ----- | ------------------- |
|    | Italia (bandiera)      | C     | Viviana Bontacchio  |
|    | Italia (bandiera)      | C     | Francesca Calabrese |
|    | Italia (bandiera)      | C     | Fiorella D'Amico    |
|    | Italia (bandiera)      | C     | Deborah Montagnani  |
|    | Scozia (bandiera)      | C     | Rose Reilly         |
|    | Danimarca (bandiera)   | A     | Susanne Augustesen  |
|    | Italia (bandiera)      | A     | Antonella Carta     |
|    | Inghilterra (bandiera) | A     | Kerry Davis         |
|    | Italia (bandiera)      | A     | Luisa Longo         |

## Statistiche

### Statistiche di squadra
| Competizione | Punti | In casa | In casa | In casa | In casa | In casa | In casa | In trasferta | In trasferta | In trasferta | In trasferta | In trasferta | In trasferta | Totale | Totale | Totale | Totale | Totale | Totale | DR  |
| Competizione | Punti | G       | V       | N       | P       | Gf      | Gs      | G            | V            | N            | P            | Gf           | Gs           | G      | V      | N      | P      | Gf     | Gs     | DR  |
| ------------ | ----- | ------- | ------- | ------- | ------- | ------- | ------- | ------------ | ------------ | ------------ | ------------ | ------------ | ------------ | ------ | ------ | ------ | ------ | ------ | ------ | --- |
| Serie A      | 52    | 15      | 14      | 1       | 0       | 56      | 9       | 15           | 10           | 3            | 2            | 36           | 11           | 30     | 24     | 4      | 2      | 92     | 20     | +72 |

### Statistiche dei giocatori
| Giocatore     | Serie A  | Serie A | Serie A     | Serie A    |
| Giocatore     | Presenze | Reti    | Ammonizioni | Espulsioni |
| ------------- | -------- | ------- | ----------- | ---------- |
| S. Augustesen | 28       | 33      | 0           | 0          |
| U. Bastrup    | 24       | 2       | 0           | 0          |
| P. Bonato     | 28       | 2       | 0           | 0          |
| V. Bontacchio | 27       | 4       | 0           | 1          |
| A. Carta      | 28       | 13      | 0           | 0          |
| S. Ceccarelli | 4        | -2      | 0           | 0          |
| A. Coda       | 24       | 0       | 0           | 0          |
| F. D'Amico    | 8        | 0       | 0           | 0          |
| K. Davis      | 27       | 22      | 0           | 0          |
| V. Langella   | 27       | 0       | 0           | 0          |
| L. Longo      | 0        | 0       | 0           | 0          |
| A. Marrazza   | 24       | 0       | 0           | 0          |
| D. Montagnani | 17       | 3       | 0           | 0          |
| A. Palma      | 3        | 0       | 0           | 0          |
| C. Panzani    | 23       | 2       | 0           | 0          |
| R. Reilly     | 27       | 8       | 0           | 0          |
| S. Zenari     | 27       | -18     | 0           | 0          |

### Maglie e presenze in campionato
Andata
| 1ª         | 2ª | 3ª | 4ª | 5ª | 6ª | 8ª | 9ª | 10ª | 11ª | 12ª | 13ª | 14ª | 15ª |    |
| ---------- | -- | -- | -- | -- | -- | -- | -- | --- | --- | --- | --- | --- | --- | -- |
| Ceccarelli | 1  |    |    |    |    |    |    |     |     |     |     |     |     | 1  |
| Coda       | 2  | 2  | 2  | 2  | 2  | 2  | 2  | 2   |     | 2   | 2   | 2   | 2   | 2  |
| Panzani    | 3  | 4  | 3  | 3  | 3  | 3  | 6  | 3   |     |     |     | 14  |     | 14 |
| Bastrup    | 4  |    | 4  | 4  | 4  | 4  | 4  | 4   | 4   | 4   | 4   | 4   | 4   | 4  |
| Bonato     | 5  | 5  | 5  | 5  | 5  | 5  | 5  | 5   | 5   | 5   | 5   | 5   | 5   | 5  |
| Langella   | 6  | 6  | 6  | 6  | 6  | 6  |    | 6   | 6   | 6   | 6   | 6   | 6   | 6  |
| Bontacchio | 7  | 7  | 7  | 7  | 7  | 7  | 7  | 7   | 7   | 7   | 7   | 7   | 7   | 7  |
| Reilly     | 8  | 8  | 8  | 8  | 8  | 8  | 8  | 8   | 11  | 8   | 8   | 8   | 8   | 8  |
| Augustesen | 9  | 9  | 9  | 9  | 9  | 9  | 9  | 9   | 9   | 9   | 9   | 9   | 9   | 9  |
| Davis      | 10 | 10 | 10 | 10 | 10 | 10 | 10 | 10  | 10  | 10  | 10  | 10  | 10  | 10 |
| Carta      | 11 | 11 | 11 | 11 | 11 | 11 | 11 | 11  | 11  | 11  | 11  | 11  | 11  | 11 |
| Montagnani | 14 |    | 15 | 15 |    |    | 15 |     | 8   |     | 14  | 15  | 15  |    |
| Zenari     |    | 1  | 1  | 1  | 1  | 1  | 1  | 1   | 1   | 1   | 1   | 1   | 1   |    |
| Marrazza   |    | 3  | 13 | 13 |    | 13 | 3  |     | 2   | 3   | 3   | 3   | 3   | 3  |
| Palma      |    |    |    | 14 |    |    |    |     |     |     |     |     |     | 13 |
| D'Amico    |    |    |    |    |    |    |    |     |     |     | 15  | 16  | 16  | 16 |

Ritorno
| 16ª        | 17ª | 18ª | 19ª | 20ª | 7ª | 21ª | 22ª | 23ª | 24ª | 25ª | 26ª | 27ª | 28ª | 29ª | 30ª |    |
| ---------- | --- | --- | --- | --- | -- | --- | --- | --- | --- | --- | --- | --- | --- | --- | --- | -- |
| Ceccarelli |     |     |     |     |    |     |     |     |     |     |     |     | 1   | 1   | 1   | 1  |
| Coda       | 2   | 2   | 2   | 2   |    |     |     | 2   | 2   | 3   | 2   | 2   | 2   | 2   | 2   |    |
| Panzani    |     | 14  | 14  | 4   | 2  | 2   | 2   | 6   | 14  | 8   | 14  | 14  | 15  | 4   | 4   | 2  |
| Bastrup    | 4   | 4   | 4   | 16  | 4  | 4   | 4   |     | 4   | 4   | 4   | 4   |     |     | 14  | 14 |
| Bonato     | 5   | 5   | 5   | 5   | 5  | 5   | 5   | 5   | 5   | 5   | 5   | 5   | 5   | 5   | 5   | 5  |
| Langella   | 6   | 6   | 6   | 6   | 6  | 6   | 6   | 6   | 6   | 6   | 6   | 6   | 6   | 6   | 6   | 6  |
| Bontacchio | 7   | 7   | 7   | 7   | 7  | 7   | 7   | 7   | 7   | 7   | 7   | 7   | 7   | sq  | 15  | 7  |
| Reilly     | 8   | 8   | 8   | 8   | 8  | 8   | 8   | 8   | 8   |     | 8   | 8   | 8   | 8   | 8   | 8  |
| Augustesen | 9   | 9   | 9   | 9   | 9  | 9   | 9   | 9   | 9   | 9   | 9   | 9   | 9   | 9   | 9   | 9  |
| Davis      | 10  | 10  |     | 10  | 10 | 10  | 10  | 10  | 10  | 10  | 10  | 10  | 10  | 10  | 10  | 10 |
| Carta      | 11  | 11  | 11  | 11  | 11 | 11  | 11  | 11  | 11  | 11  | 11  | 11  | 11  | 11  | 11  | 11 |
| Montagnani | 15  |     |     | 15  |    | 15  | 15  | 15  |     |     | 15  | 15  | 4   | 7   | 7   | 4  |
| Zenari     | 1   | 1   | 1   | 1   | 1  | 1   | 1   | 1   | 1   | 1   | 1   | 1   |     |     |     |    |
| Marrazza   | 3   | 3   | 3   | 3   | 3  | 3   | 3   | 3   | 3   |     | 3   | 3   | 3   | 3   | 3   | 3  |
| Palma      |     |     |     |     |    |     |     |     |     | 2   |     |     |     | 13  |     |    |
| D'Amico    |     | 16  | 10  |     |    | 14  | 14  |     |     |     |     |     |     |     |     |    |